# Tenkiller (Oklahoma)
Tenkiller est une census-designated place du comté de Cherokee, dans l'État d'Oklahoma, aux États-Unis,. En 2020, elle compte une population de 390 habitants.